# Cam (rzeka)
Cam – rzeka w Anglii długości ok. 65 km. Jej źródła znajdują się w okolicach miejscowości Ashwell w hrabstwie Hertfordshire. Uchodzi do Great Ouse 4 km na południe od Ely.
Dawna nazwa rzeki Granta została zaczerpnięta z języka staroangielskiego. Według Kroniki anglosaskiej (ok. roku 890) leżące nad nią miasto nazywano Grantebrycge. Z biegiem czasu nazwa miasta ulegała stopniowej zmianie, aż w wieku XV przybrała współczesną postać Cambridge. To z kolei spowodowało zmianę nazwy rzeki w jej odcinku od Cambridge do ujścia; powyżej nadal nazywana jest po staremu.

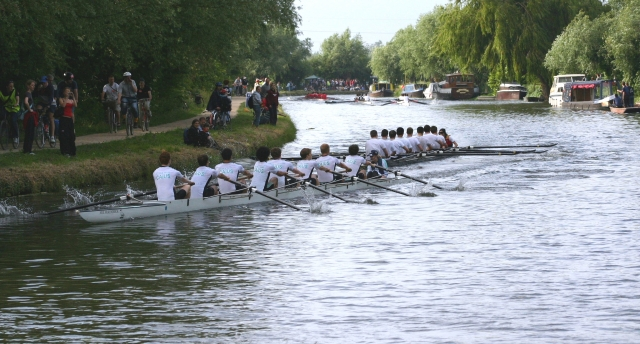
Regaty na Cam